# Ultimo (манга)
Karakuridouji Ultimo (яп. 機巧童子ULTIMO каракури до:дзи урутимо, «Механический мальчик Ультимо»), или просто Ultimo — манга, продукт совместной работы Хироюки Такэи и Стэна Ли (и его компании Pow Entertainment). Пилотная глава Karakuridouji Ultimo:0 (яп. 機巧童子 ウルティモ: ゼロ) была опубликована в спецвыпуске Jump SQ.2 18 апреля 2008 года.
Серийно Механический мальчик Ultimo начал печататься в журнале Jump SQ. в марте 2009-го. Манга рассказывает нам о двух роботах, Ультимо и Вайсе, созданных неким доктором Данстэном тысячу лет назад. Они должны начать работать с началом последней войны. В один день, на наблюдательной площадке небоскрёба в Западном Токио появляется монстр в маске но. И сразу же мы видим летящего над городом Ультимо. Монстр превращается в Вайса и между двумя ними разворачивается сражение, сбивающее с толку простых людей.
Потом манга была переведена на английский язык компанией Viz Media, и в сентябре 2008-го нулевая глава была опубликована в Shonen Jump. Постоянная публикация началась с июльского выпуска 2009-го года. На Нью-Йоркском фестивале комиксов в 2008 году были представлены рекламные работы Ultimo.